# أوين تشيرشل
أوين تشيرشل (بالإنجليزية: Owen Churchill)‏ هو ربان ‏ أمريكي، ولد في 8 مارس 1896 في لوس أنجلوس في الولايات المتحدة، وتوفي بنفس المكان في 22 نوفمبر 1985.

## وصلات خارجية
- أوين تشيرشل على موقع الاتحاد الدولي للملاحة الشراعية (موقع جديد) (الإنجليزية)
- أوين تشيرشل على موقع الاتحاد الدولي للملاحة الشراعية (موقع قديم) (الإنجليزية)
- أوين تشيرشل على موقع اللجنة الأولمبية الدولية (الإنجليزية)
- أوين تشيرشل على موقع أوليمبيديا (الإنجليزية)